# Arismendy Alcántara
Arismendy Alcantara (né le 29 octobre 1991 à Saint-Domingue, République dominicaine) est un joueur de deuxième but et voltigeur de centre de la Ligue majeure de baseball.

## Carrière

### Cubs de Chicago

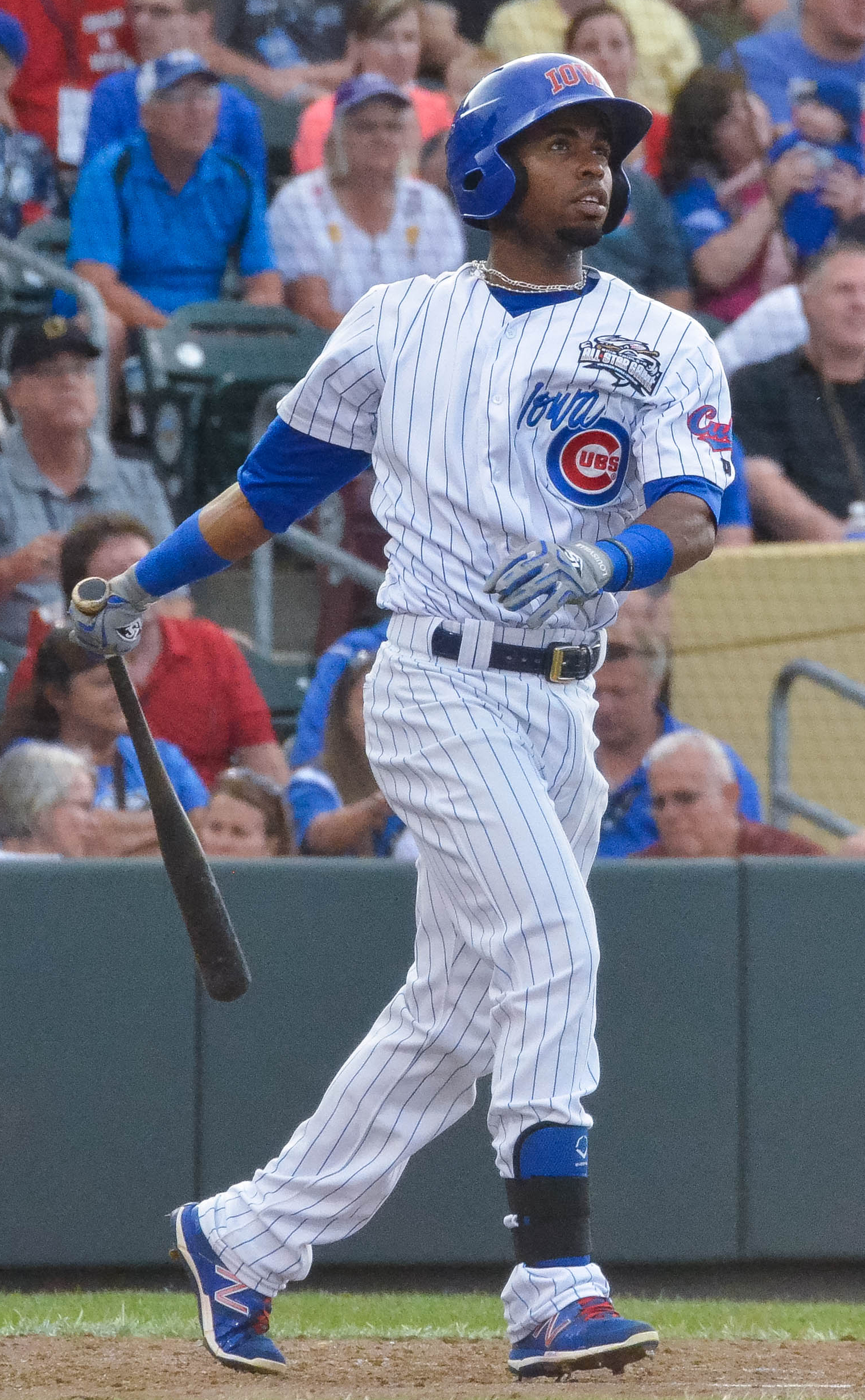
Arismendy Alcántara en 2015 avec les Cubs de l'Iowa.

Arismendy Alcantara signe son premier contrat professionnel avec les Cubs de Chicago en novembre 2008. Dans les ligues mineures, Alcantara occupe principalement les positions de deuxième but et d'arrêt-court. Avant la saison 2014, il est classé en 100e position du classement des 100 joueurs les plus prometteurs, dressé annuellement par Baseball America. Alcantara frappe pour ,307 de moyenne au bâton avec 25 doubles, 11 triples, 10 circuits, 41 points produits et 21 buts volés pour les Cubs de l'Iowa lorsqu'il quitte les mineures pour la première fois et est rappelé par le club de Chicago. 
Il fait ses débuts dans le baseball majeur avec les Cubs de Chicago le 9 juillet 2014 face aux Reds de Cincinnati. Le lendemain, face à la même équipe, il récolte 4 coups sûrs, soit un deux simples, un double et un triple, et produit 3 points dans une victoire de 6-4 de son équipe. Son premier coup sûr dans les majeures est un double aux dépens du lanceur des Reds Homer Bailey. Le 13 juillet 2014, dans une défaite des Cubs aux mains des Braves d'Atlanta, Alcantara réussit son premier circuit en carrière, aux dépens du lanceur Julio Teheran. Malgré une faible moyenne au bâton de ,205 et une basse moyenne de présence sur les buts (,254) en 70 parties jouées en 2014, Alcantara frappe 10 circuits en 300 passages au bâton.
Il joue pour les Cubs de Chicago en 2014 et 2015 mais n'apparaît dans aucun match de l'équipe en 2016.

### Athletics d'Oakland
Le 9 juin 2016, les Cubs échangent Alcantara aux Athletics d'Oakland contre le voltigeur Chris Coghlan.

### Reds de Cincinnati
Alcantara rejoint en 2017 les Reds de Cincinnati, qui le réclament au ballottage le 6 octobre 2016.